# Maja e Roshit
Maja e Roshit är en bergstopp i Albanien.   Den ligger i prefekturen Qarku i Kukësit, i den norra delen av landet, 130 km norr om huvudstaden Tirana. Toppen på Maja e Roshit är 2 524 meter över havet.
Terrängen runt Maja e Roshit är bergig söderut, men norrut är den kuperad.  Runt Maja e Roshit är det glesbefolkat, med 18 invånare per kvadratkilometer.. 
Trakten runt Maja e Roshit består i huvudsak av gräsmarker.